# Polyblastus tibialis
Polyblastus tibialis là một loài tò vò trong họ Ichneumonidae.